# Distrito de Berna
El distrito de Berna es uno de los antiguos 26 distritos del cantón de Berna, ubicado en el centro del cantón, tiene una superficie de 233 km². La capital del distrito era Berna. 

## Geografía
El distrito de Berna es uno de los distritos que forman la región del Mitteland (país intermedio). Limitaba al norte con los distritos de Aarberg, Fraubrunnen y Burgdorf, al este con Konolfingen, al sureste con Seftigen, al sur con Schwarzenburgo, al suroeste con Sense (FR), y al oeste con Laupen.

## Historia
Distrito que comprende trece comunas de la aglomeración bernesa. Sucesor de un efímero distrito de la República Helvética (de 1798 a 1803), bailía de Berna desde 1803. Reducido a menos de lo que se extendía la antigua jurisdicción de la ciudad de Berna, toma el nombre de distrito de Berna desde 1831. 
De superficie mediana, pero de lejos el más poblado de todos los distritos berneses, tenía 253.198 habitantes en 1990, o sea un 26% de la población total del cantón. Es el único distrito del cantón que tiene dos prefecturas y dos círculos electorales (Bern-Stadt y Bern-Land) para las elecciones del Gran Consejo bernés.
El edificio de la prefectura construido de 1896 a 1900 en la ciudad de Berna, es la sede única de las dos autoridades. Desde 1997 el distrito de Laupen hace parte del círculo de Bern-Land de la región de Bern-Mitteland. El distrito fue disuelto el 31 de diciembre de 2009, tras la entrada en vigor de la nueva organización territorial del cantón de Berna. Todas las comunas fueron absorbidas por el nuevo distrito administrativo de Berna-Mittelland.

## Comunas
| Comuna              | habitantes (31.12.2006) | Superficie en km² |
| ------------------- | ----------------------- | ----------------- |
| Berna               | 122.422                 | 51,6              |
| Bolligen            | 6105                    | 16,6              |
| Bremgarten bei Bern | 3786                    | 1,9               |
| Ittigen             | 10.731                  | 4,2               |
| Kirchlindach        | 2666                    | 11,9              |
| Köniz               | 37.226                  | 51,1              |
| Muri bei Bern       | 12.587                  | 7,7               |
| Oberbalm            | 877                     | 12,4              |
| Ostermundigen       | 14.825                  | 6,0               |
| Stettlen            | 2885                    | 3,6               |
| Vechigen            | 4689                    | 24,8              |
| Wohlen bei Bern     | 9093                    | 36,3              |
| Zollikofen          | 9616                    | 5,4               |
| Total (13)          | 237.508                 | 233,5             |